# Monument national des Upper Missouri River Breaks
Le Monument national des Upper Missouri River Breaks (traduisible de l'anglais par "Falaises du Missouri supérieur") est un monument national américain mis en place pour protéger et préserver les falaises du Missouri situées dans l'État du Montana aux États-Unis. Il est géré par le Bureau of Land Management. Les falaises, nom donné par la population locale, est une série de badlands caractérisés par des affleurements rocheux, des falaises abruptes et les plaines herbeuses. Créée par le Président Bill Clinton le 17 janvier 2001 à travers une proclamation, la majorité de cette zone qui s'étend sur plus de 200 000 hectares est aujourd'hui gérée par le gouvernement fédéral américain. La rivière Missouri, adjacente à ces formations géologiques, fut classée Rivière Sauvage et Pittoresque en 1976. Les paysages intégrant ces "falaises" servirent de modèle pour de nombreux peintres comme Charles M. Russell.

## Histoire

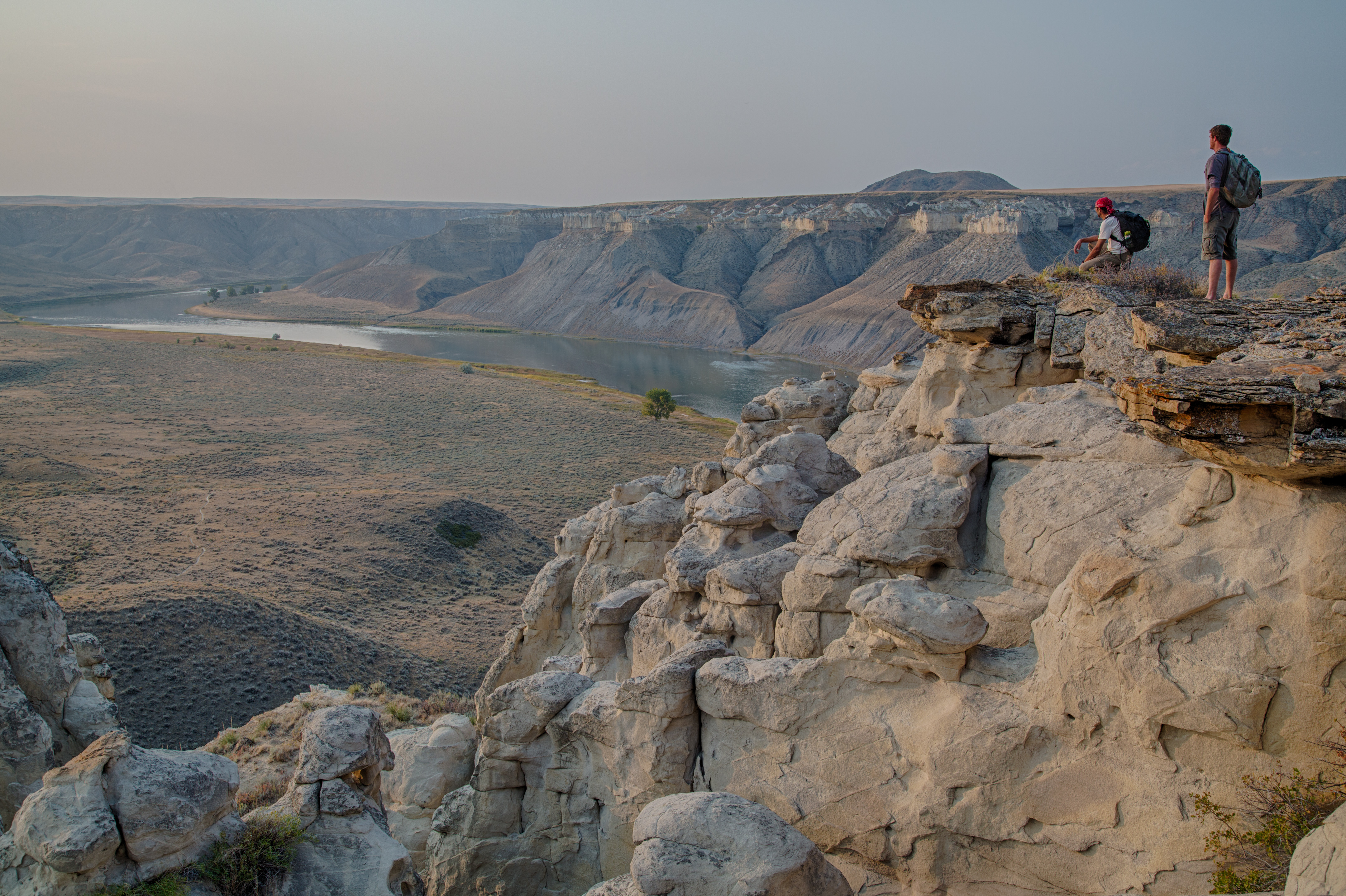
La rivière Missouri sculpta les falaises à travers le passage du Montana.

Les trappeurs français découvrirent cette zone à la fin du XVIIIe siècle, alors peuplée par des tribus indiennes comme les Blackfoot, les Cheyennes du Nord, les Sioux, les Assiniboine, les Gros Ventre, les Crow Tribe, les Plains Cree ou encore les Plains Ojibwa.
L'expédition de Lewis et Clark passa à travers ces falaises en 1805 et fut la première à documenter la région à travers des notes et des dessins. Par la même, l'expédition fut la première à avoir signalé et documenté la présence du mouflon canadien dans cette région et plus globalement en Amérique du Nord. La plus grande partie de cette zone fut préservée à travers les siècles et l'aspect de ces falaises n'a quasiment pas évolué depuis l'expédition de Lewis et Clark.

## Gestion et conservation du site
Un plan de gestion globale du site est toujours en cours d'élaboration en 2014 en raison de divers sociétés privées et des contrats de location entre particuliers et le gouvernement fédéral. Alors que certains conservateurs souhaiteraient voir la zone intégrant les falaises  reconnue par les autorités comme zone sauvage, d'autres personnes dont les exploitants des ranchs et des fermes locales disposant d'un cheptel global de plus de 10 000 têtes s'inquiètent de cette position car leurs troupeaux profitent des terres entourant les Fractures grâce à des contrats de location dits "de long bail" permettant d'assurer leur développement économique. La remise en cause du statu quo, jugé économiquement viable par les exploitants, à travers la protection renforcée de cette zone et impliquant donc la fin du pâturage des bêtes, génère de fortes inquiétudes et tensions.
En ce sens le plan notamment proposé par le Département de l'intérieur, intègre un renforcement de la protection du site tout en assurant la possibilité aux populations locales d'utiliser le terrain comme pâturage, zone de chasse, de pêche et d'autres activités similaires.
Toutefois, en 2003 la Cour d'Appel déclara que ce plan de gestion porté par le Bureau of Land Management violait les lois en vigueur concernant la protection des sites classés. Toutefois le bilan des actions gouvernementales fut considéré comme globalement  positif par l'organisation non gouvernementale National Trust for Historic Preservation, qui classe les falaises parmi les dix sites sauvés en 2013.
Les falaises hébergent aujourd'hui au moins 60 espèces de mammifères  et des centaines d'espèces d'oiseaux. 